# جي. ستيفن يورك
جي. ستيفن يورك (بالإنجليزية: J. Steven York)‏ (1957، ألاباما في الولايات المتحدة)؛ روائي أمريكي.